# Przepowiednia Wernyhory
Przepowiednia Wernyhory – przepowiednia autorstwa legendarnego Wernyhory. Jej najpopularniejszą wersją jest redakcja z 1809 roku, która miała sprawiać wrażenie, że powstała jeszcze w czasach konfederacji barskiej (1768–1772).

## Tekst
Polacy teraz w swoich zamiarach upadną i Polska trzykroć będzie rozszarpana. Różni ludzie kusić się będą o jej odbudowanie, ale nadaremnie. Przyjdzie wielki mąż od zachodu: Polacy oddadzą się jemu na usługi; wiele im przyobieca, a mało uczyni: chociaż nazwą się znowu narodem, będą jęczeli pod jarzmem Niemców i Moskali. Potem zostanie ich królem człowiek zły i zacięty, który wiele krwi przeleje. Polacy powstaną przeciw niemu, i jeszcze upadną przez nieład i niezgodę. Długo niewola i ucisk rozciągną się nad nimi; aż na koniec zajaśnieją błogie czasy, kiedy naród bogaty sypnie pieniędzmi, Mahometanie w Horyniu napoją swoje konie, i Moskale dwa razy na głowę pobici zostaną: raz pod Batowem około Semi-mohił (siedmiu mogił), drugi raz pod Starym Konstantynowem w jarze Hanczarychą zwanym. Od tego czasu Polska zakwitnie od Czarnego do Białego morza i będzie trwała po wieki wieków.

Najprawdopodobniej przepowiednia Wernyhory jest mistyfikacją powstałą już po opisanych wydarzeniach, sporadycznie uaktualniana w ciągu lat. Zwrot „Od tego czasu Polska zakwitnie od Czarnego do Białego (Bałtyckiego) morza i będzie trwała po wieki wieków” wyraźnie nawiązuje do czasów, które jeszcze nie miały miejsca, jednak ogólność tej treści i nawiązanie do Polski od morza do morza podaje w wątpliwość autentyczność owych treści. Jednak opis wydarzeń historycznych we wcześniejszych frazach jest bardziej dokładny. Jeśli ów utwór był mistyfikacją, najprawdopodobniej powstawał po rozbiorach, kiedy to romantyczni Polacy wiążący nadzieje z Napoleonem marzyli o powrocie do granic Rzeczypospolitej z czasów jej największej świetności. Za autentycznością utworu przemawia jego zbieżność z kilkoma innymi, między innymi z przepowiednią z Tęgoborzy (fragment o Polsce „od morza do morza”).
Utwór jest jednym z najbardziej znanych przykładów tak zwanej „proroczej publicystyki”, popularnej w czasach zaborów.